# محاصره کورییاما
محاصره کورییاما (به ژاپنی: 吉田郡山城の戦い, Yoshida Kōriyama no tatakai) نبردی بود که در دوره سنگوکو در ولایت آکی رخ داد.